# Thoraxdeformität
Eine Thoraxdeformität, auch Thoraxdeformierung oder Thoraxdeformation, ist eine von der Norm abweichende Form des Brustkorbes bzw. der Brustwand. Sie kann angeboren oder erworben sein.
Die weitaus häufigste dieser Veränderungen ist die Trichterbrust mit eingesunkenem Brustbein (90 %).
Ist dieses vorgewölbt, spricht man von einer Kielbrust (7 %). Eine Sonderform mit verdreht positioniertem Brustbein stellt die Harrenstein-Deformität dar.
Eine unvollständige Verschmelzung der Sternumanlagen führt zu einer Sternumspalte (1 %).
Einen unvollständigen Schluss des Thorax beim Embryo nennt man Thorakoschisis.
Eine umschriebene Asymmetrie der vorderen Brustwand kann durch eine Gabelrippe verursacht werden.
Über eine Assoziation mit dem Ehlers-Danlos-Syndrom und Chondrodysplasien wie die Metaphysäre Chondrodysplasie Typ Jansen wurde berichtet.
Eine Thoraxdeformität kann im Rahmen von Syndromen auftreten:
- Schmaler Thorax mit zu kurzen Rippen
  - Ellis-van-Creveld-Syndrom
  - Asphyxierende Thoraxdysplasie
- Trichterbrust
  - Homozystinurie evtl.
  - Marfan-Syndrom evtl.
- Aplasie des Musculus pectoralis major
  - Poland-Syndrom (2 %)[1]
- Kielbrust
  - Spondyloepiphysäre Dysplasie
  - Multiples Pterygium-Syndrom evtl.
- Rachitischer Rosenkranz
  - Rachitis
  - Metaphysäre Chondrodysplasie Typ Jansen

Folgen einer ausgeprägten Thoraxdeformität können Atelektasen oder eine chronische respiratorische Insuffizienz sein.